# Bolitoglossa longissima
Espèce
Statut de conservation UICN

 CR B1ab(iii) : 
En danger critique
Bolitoglossa longissima est une espèce d'urodèles de la famille des Plethodontidae.

## Répartition
Cette espèce est endémique du département d'Olancho au Honduras. Elle se rencontre dans le parc national Sierra de Agalta, entre 1 840 et 2 240 m d'altitude sur le versant Nord du pic La Picucha dans la Sierra de Agalta.

## Description
Bolitoglossa longissima mesure environ 120 mm dont environ la moitié pour la queue.

## Étymologie
Son nom d'espèce, du latin longissima, « plus long », lui a été donné en référence à ses membres qui sont plus allongés que chez les autres espèces du genre Bolitoglossa.

## Publication originale
- McCranie & Cruz-Díaz, 1996, « A new species of salamander of the Bolitoglossa dunni group (Caudata : Plethodontidae) from the Sierra de Agalta, Honduras », Caribbean Journal of Science, vol. 32, no 2, p. 195-200 (texte intégral).